# Hermann Fegelein
L'SS-Obergruppenführer Hans Georg Otto Hermann Fegelein (30 d'octubre de 1906 - 29 d'abril de 1945) va ser un General de les SS a l'Alemanya Nazi, membre del cercle d'Adolf Hitler; cunyat d'Eva Braun pel matrimoni amb la seva germana, Gretl, i finalment, cunyat del mateix Hitler quan aquest es casà amb Eva Braun. Actuà com a oficial d'enllaç entre Heinrich Himmler i el Führerbunker, i va ser afusellat per ordres de Hitler a Berlín en els darrers dies de la guerra davant la sospita de complicitat amb la traïció de Himmler.

## Biografia
Fegelein va néixer a Ansbach. De jove treballà a l'escola d'equitació del seu pare a Múnic. Quan la clausurà a causa de la Depressió, treballà com a mosso d'estable per a Christian Weber, que era un dels membres originals del Partit Nazi.
El 1925, després de la universitat, Fegelein s'uní al Reiterregiment 17, deixant-lo el 1928 per unir-se a la Policia Bavaresa. Mentre que estava a Múnic, contactà amb el Nacional Socialisme, afiliant-se al NSDAP (afiliat num.1.200.158) i a les SA el 1930. El 1931 passà a les SS.

### Les SS
El 25 de juliol de 1937, el Reichsführer SS Heinrich Himmler, mitjançant una ordre especial del Oberabschnitt (SUD), creà l'Escola Principal d'Equitació de les SS, nomenant Fegelein com a comandant. Només els antics membres de la reialesa de la dinastia dels Hohenzollern i d'altres dinasties imperials podien enviar-hi representant, juntament amb els caps de la indústria alemanya. Felegein demanà al capità Marten von Barnekow, amic seu, que li permetés entrar a l'acadèmia d'equitació; i Himmler el va complaure.
El 1939 s'uní a les Waffen SS com a comandant del nou SS-Totenkopf Reitestandarte 1. Destinat a Polònia en missió de seguretat, la unitat va cometre les primeres atrocitats documentades a l'octubre de 1939. Va participar en el Front Oriental, al sector Central, durant les primeres etapes de l'Operació Barbarroja, cometent crims de guerra a la regió de Pripet a l'estiu de 1941. Durant l'hivern de 1941-42 la brigada lluità desesperadament Rjev integrada al 9.Armee. Durant tot aquest període, la conducta de Fegelein es caracteritzà com valenta i, fins i tot, temerària. L'1 de maig de 1942 va ser promogut a SS-Brigadeführer, prenent el comandament de la 8a Divisió de Cavalleria SS Florian Geyer. El 20 de desembre de 1942 encapçalà un assalt amb 2 canons autopropulsats sobre un quarter general de cos soviètic, capturant diversos oficials superiors com documentació important, sent condecorat amb les Fulles de Roure per a la seva Creu de Cavaller de la Creu de Ferro. Durant 1943 dirigí la divisió en diverses operacions anti-partisanes a la Rússia central i després al front del Grup d'Exèrcits Sud. Fegelein aconseguí dissimular la seva manca de preparació en tasques de comandament delegant oportunament en subordinats competents i experimentats, als quals recolzà en les seves carreres. La seva valentia sota el foc està documentada, guanyant la Insígnia del Combat Tancat. El gener de 1944, amb rang de SS-Gruppenführer, va ser destinat al Führerhauptquartier com l'oficial personal d'enllaç de Himmler davant Hitler. Va ser ferit de nou a l'intent d'assassinat de Hitler el 20 de juliol de 1944.

### Matrimoni
El 3 de juny de 1944 es casà amb, Margarethe "Gretl" Braun, germana d'Eva Baun.
Fegelein era un conegut faldiller, i després del seu matrimoni tingué diversos afers extramaritals. Aparentment, Hitler n'estava al corrent, però, tot i no aprovar-ho, ho ignorà.

### Mort
A partir de gener de 1945, Martin Bormann controlà l'accés a l'oficina de Hitler, i Fegelein s'entenia amb ell. A més, pel fet d'estar casat amb la germana d'Eva Braun, el situava al cercle privat de Hitler. L'abril del 1945, després que Himmler intentés negociar la pau amb els aliats via el Comte Bernadotte, Fegelein abandonà el búnker de la Cancelleria, sent detingut el 27 d'abril pel SS-Obersturmbannführer Peter Högl al seu apartament de Berlín, amb una dona i vestit amb roba civil, preparat per fugir a Suècia o a Suïssa amb una gran quantitat de diners (alemany i estranger) i joies (algunes havien sigut d'Eva Braun). Segons algunes fonts, anava begut quan va ser detingut i portat de retorn al búnker.
Hitler ordenà que se'l sotmetés immediatament a una cort marcial, i el 29 d'abril de 1945, despullat de les seves condecoracions i insígnies, va ser afusellat per un escamot de guàrdies de les SS als jardins del Ministeri d'Exteriors.

## Condecoracions
- Creu de Cavaller de la Creu de Ferro amb Fulles de Roure i Espases:
  - Creu de Cavaller – 2 de març de 1942
  - Fulles de Roure – 22 de desembre de 1942
  - Espases – 30 de juliol de 1944
- Creu Alemanya en Or (1 de novembre de 1943)
- Creu de Ferro de 1a i 2a classes
- Insígnia de l'Assalt d'Infanteria (plata)
- Insígnia del Combat Tancat (plata)
- Insígnia de Ferit (plata)